# لنگر (روستا)
لنگر، روستایی در واخان در شرق افغانستان است که در ولایت بدخشان واقع شده‌است. لنگر ۲٬۹۰۹ متر بالاتر از سطح دریا واقع شده‌است و محل تقاطع رود واخان و رود پامیر و شکل‌گیری رود پنج است. در ۱۳۰ کیلومتری شرق این روستا نیز اقامتگاهی فصلی با همین نام واقع است. نزدیکترین روستا به لنگر، درشی است که در فاصله ۱۳۰۰ متری این روستا واقع شده‌است.